# 진천 남지 묘소 및 신도비
진천 남지 묘소 및 신도비(鎭川 南智 墓所 및 神道碑)는 충청북도 진천군 문백면 평산리에 있는, 조선 초기의 문신 충간공 남지의 묘소이다. 1988년 9월 30일 충청북도의 기념물 제80호로 지정되었다.

## 개요
조선 초기의 문신 충간공 남지의 묘소이다.
그는 개국 공신 남재(南在)의 손자로 17세에 벼슬길에 나가 세종 31년(1449) 우의정을 거쳐 문종 1년(1451) 좌의정에 올랐다. 계유정난 때 병으로 화를 피하고 성종 20년(1489) 손자 남기의 상소로 시호를 받았다.
봉분은 사다리꼴 모양이고 봉분 앞에는 상석과 향로석이 있으며 그 좌우에 문인석이 1쌍 서 있다. 묘 아래에는 8대손 남구만이 글을 지은 신도비(神道碑:왕이나 고관 등의 평생업적을 기리기 위해 무덤가에 세우던 비)가 세워져 있다.

## 참고 문헌
- 진천 남지 묘소 및 신도비 - 국가유산청 국가유산포털